# Nikiasz (malarz)

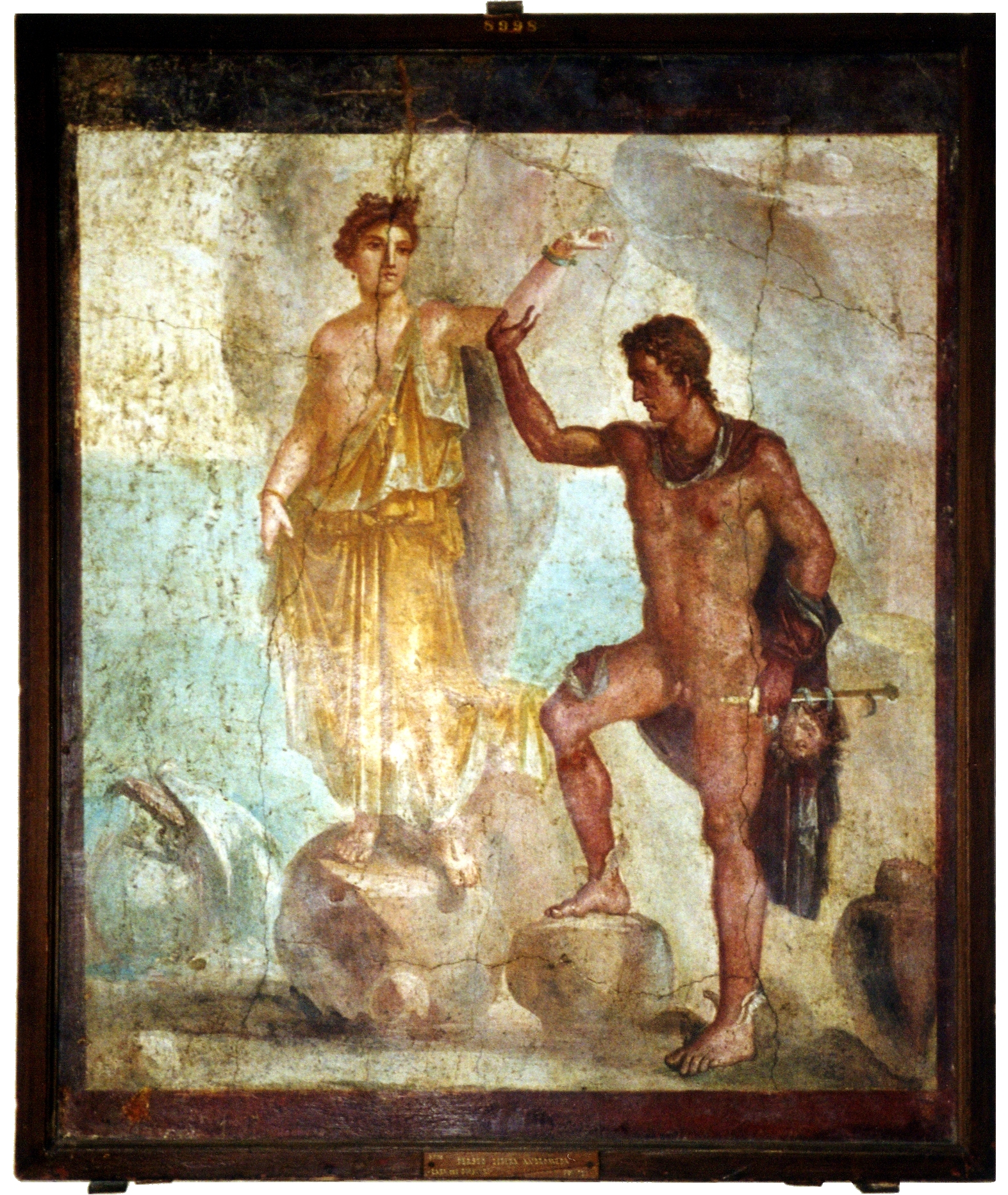
Malowidło pompejańskie Andromeda uwalniana przez Perseusza (Muzeum Narodowe w Neapolu)

Nikiasz (gr. Νικίας) – malarz grecki, uważany za najwybitniejszego przedstawiciela szkoły attyckiej drugiej połowy IV wieku p.n.e. i jej najlepszego enkaustę.
Był synem Nikomedesa z Aten i uczniem Antidotosa. W młodości polichromował marmurowe rzeźby Praksytelesa. Później, podejmując różnorodną, podniosłą tematykę, niekiedy traktowaną romantycznie, zasłynął jako znakomity malarz pięknych kobiet (głównie heroin mitycznych), batalista (bitwy lądowe i morskie) i animalista (wyścigi koni, psy). Portretował również Aleksandra Wielkiego. Był wysoko ceniony przez sobie współczesnych za efekty światłocieniowe swych prac. Najbardziej znanym dziełem Nikiasza, inspirowanym tekstem Homera, była podarowana Atenom Nekyomanteja (Odyseusz zasięgający wyroczni w Hadesie).
W I wieku n.e. część jego spuścizny artystycznej (dość jednorodna tematycznie i kompozycyjnie) znajdowała się w Rzymie, m.in. Andromeda, Io, Danae, Kalypso, Nemea, Dionizos i Hiacynt. Ten ostatni został sprowadzony do Rzymu z Aleksandrii przez samego Augusta, a po jego śmierci Tyberiusz umieścił obraz w świątyni jego kultu (templum divi Augusti). Nie zachował się żaden z jego obrazów, ale niektóre z nich stanowiły archetypy dla rzymskich malowideł ściennych, np. Andromedy uwalnianej przez Perseusza (z Domu Dioskurów w Pompejach) czy Io strzeżonej przez Argusa (w Domu Liwii na Palatynie).